# Ивановка (Аургазинский район)
Ивановка (баш. Ивановка) — деревня в Батыровском сельсовете  Аургазинского района  Республики Башкортостан.
С 2005 современный статус.

## История
Статус деревня, сельского населённого пункта, посёлок получил согласно Закону Республики Башкортостан от 20 июля 2005 года N 211-з «О внесении изменений в административно-территориальное устройство Республики Башкортостан в связи с образованием, объединением, упразднением и изменением статуса населенных пунктов, переносом административных центров», ст.1:

6. Изменить статус следующих населенных пунктов, установив тип поселения — деревня:
 
5)  в Аургазинском районе:…

у) поселка Ивановка Батыровского сельсовета

## Население
| 2002 | 2009 | 2010 |
| ---- | ---- | ---- |
| 60   | ↗71  | ↗83  |

Национальный состав
Согласно переписи 2002 года, преобладающая национальность — чуваши (97 %).

## Географическое положение
Расстояние до:
- районного центра (Толбазы): 14 км,
- центра сельсовета (Куезбашево): 2 км,
- ближайшей железнодорожной станции (Белое Озеро): 14 км.